# Ludiinae
Los ludinos (Ludiinae) son una subfamilia de lepidópteros ditrisios de la familia Saturniidae.

## Géneros
- Carnegia - Goodia - Ludia - Orthogonioptilum - Pseudoludia - Vegetia[1]